# Leif Erichsen
Leif Erichsen (Drammen, Buskerud, 15 d'octubre de 1888 - Drammen, Buskerud, 4 de març de 1924) va ser un regatista noruec que va competir a començaments del segle xx.
El 1920 va prendre part en els Jocs Olímpics d'Anvers, on va guanyar la medalla de plata en els 6 metres (1907 rating) del programa de vela, a bord del Marmi II, junt a Andreas Knudsen i Andreas Knudsen.